# ایهور لفچنکو
ایهور لفچنکو (اوکراینی: Ігор Олександрович Левченко؛ زادهٔ ۲۳ فوریهٔ ۱۹۹۱) بازیکن فوتبال اهل اوکراین است.
از باشگاه‌هایی که در آن بازی کرده‌است می‌توان به باشگاه فوتبال زوریا لوهانسک و باشگاه فوتبال متالورگ زاپروژیا اشاره کرد.
وی همچنین در تیم‌های ملی فوتبال Ukraine national under-16 football team, Ukraine national under-17 football team, Ukraine national under-18 football team, Ukraine national under-19 football team، و زیر ۲۰ سال اوکراین بازی کرده‌است.